# 監物
監物（羅馬字：Kenmotsu）是日本律令制中屬於中務省的品官。

## 職掌
監物是直屬中務省的官位，負責監察諸官廳的倉庫鎖匙的管理和出納事務。因此在實際上是負責統率中務省的典鑰和大藏省、內藏寮的主鑰。本來是直屬天皇的「下物職」，但是因為要施行律令而被編入中務省。下物職的名稱變成監物的別名。本來有大、中、少3員，但是因為中監物被廢止，於是新設置監物主典來輔助處理事務。

## 職員
- 大監物（從五位下）1名
- 中監物（從六位上）4名，廢止
- 少監物（正七位下）4名
- 監物主典（從七位上），新設
- 史生